# Бровард
Шаблон:StateAbbr_ 26°07′28″ пн. ш. 80°14′58″ зх. д. / 26.124354° пн. ш. 80.249503° зх. д.
Бро́вард (англ. Broward County) — округ на південному заході штату Флорида. Центр — місто Форт-Лодердейл.
Площа округу становить 3122 км².
Округ був виділений з округу Орандж в 1844 році.
Населення округу — 1748066 осіб (2010; 1766476 в 2009).

## Населені пункти
В склад округу входять 24 міста (сіті) та 5 містечок (таун).
Міста
| Місто           | Населення, осіб | Рік  |
| --------------- | --------------- | ---- |
| Вестон          | 65793           | 2006 |
| Вест-Парк       | 14156           | 2010 |
| Вілтон-Мейнорс  | 12879           | 2006 |
| Галландейл      | 37113           | 2010 |
| Голлівуд        | 140768          | 2010 |
| Данія-Біч       | 29639           | 2010 |
| Дірфілд-Біч     | 76478           | 2006 |
| Коконат-Крік    | 63032           | 2006 |
| Корал-Спрінгс   | 126875          | 2007 |
| Купер-Сіті      | 28547           | 2010 |
| Лайтхауз-Пойнт  | 11282           | 2006 |
| Лодердейл-Лейкс | 31879           | 2006 |
| Лодергілл       | 67073           | 2008 |
| Маргейт         | 56002           | 2006 |
| Норт-Лодердейл  | 42335           | 2006 |
| Окленд-Парк     | 42300           | 2006 |
| Паркленд        | 22183           | 2006 |
| Пемброк-Пайнс   | 154750          | 2010 |
| Плантейшн       | 86138           | 2006 |
| Помпано-Біч     | 102745          | 2006 |
| Санрайз         | 89787           | 2007 |
| Тамарак         | 59923           | 2006 |
| Форт-Лодердейл  | 165521          | 2010 |

Містечка
| Містечко            | Населення, осіб | Рік  |
| ------------------- | --------------- | ---- |
| Гіллсборо-Біч       | 2334            | 2006 |
| Деві                | 91992           | 2010 |
| Лодердейл-бай-зе-Сі | 5990            | 2006 |
| Пембрук-Парк        | 6102            | 2010 |
| Саутвест-Ранчес     | 7342            | 2004 |

## Суміжні округи
- Палм-Біч — північ
- Маямі-Дейд — південь
- Колльєр — захід
- Гендрі — північний захід

## Галерея

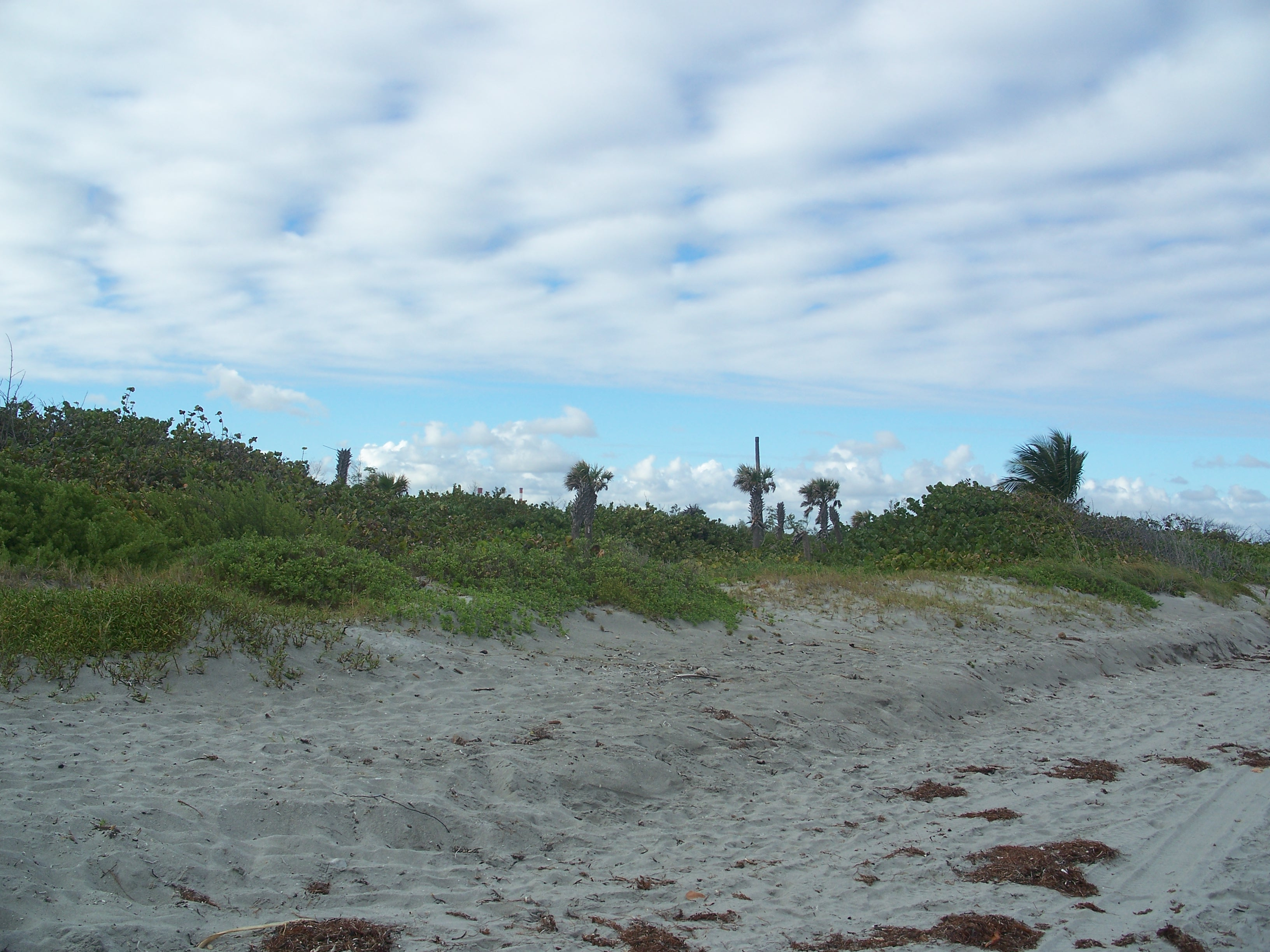
Національний парк Джон Лойд
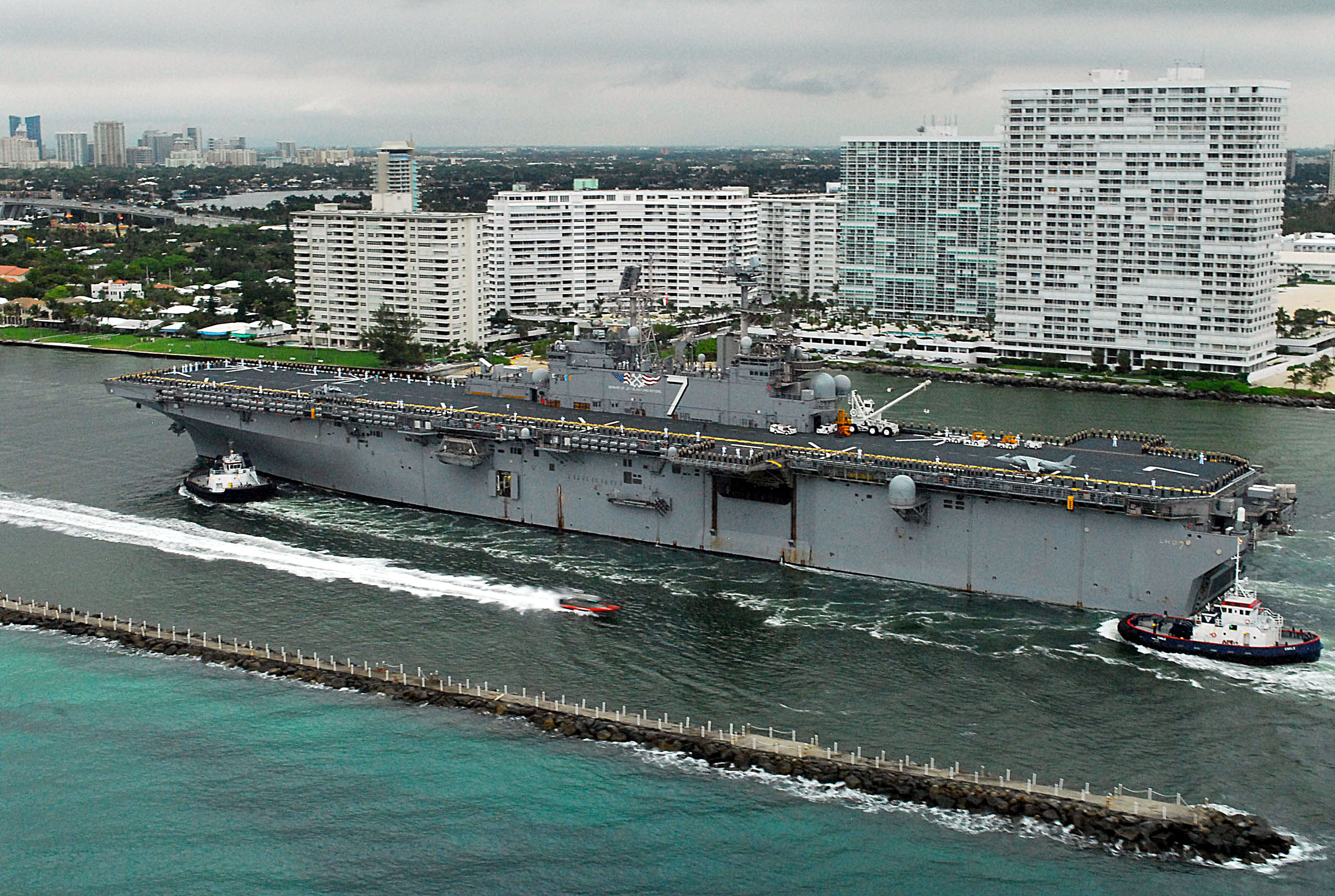
Морський порт Еверглейдс
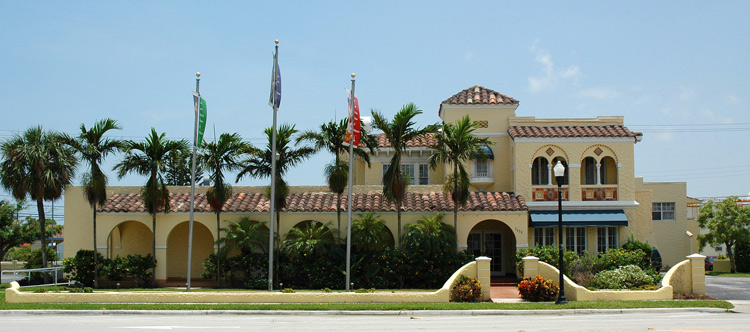
Артцентр в Голлівуді